# Дар'я Імад-шах
Дар'я Імад-шах (перс. دریا عماد شاه; 1528/1529 — 1561) — 3-й султан Берару у 1530—1561 роках.

## Життєпис
Син Імад-шаха і Хадіджи (доньки біджапурського султана Юсуфа Аділ-шаха). Посів трон 1530 року. З огляду на малий вік спочатку фактично керувала його матір. У 1542 році біджапурський султан Ібрагім Аділ-шах I звернувся до Дар'ї Імад-шаха, оскільки опинився обложеним ахмеднагаро-бідарським військом. Берарське військо змусило ворогів зняти облогу Біджапуру і просити миру. У 1543 році Дар'я видав свою сестру Рабію заміж за Ібрагіма Аділь Шаха. З іншого боку, він видав свою доньку Бібі Давлат (також відома як Даулат-Шах-бегум) за сина і спадкоємця ахмеднагарського султана Бурхан-шаха I — Хусейна. У 1544 році між Ібрагімом і Дар'єю виникли розбіжності, чим скористався ахмеднагарський султан, щоб вдертися в Біджапур разом із віджаянагарським та голкондським військом. Дар'я Імад-шах не надав швагеру допомоги.
1553 року надав прихисток Абд аль-Кадіру, сину Бурхан-шаха I і лідеру сунітів в Ахмеднагарському султанаті, за якого видав свою доньку. Трохи раніше в Берар також прибув колишній головнокомандувач султана Бурхан-шаха I — Сайф Айн аль-Мульк. Невдовзі берарський султан підтримав претензії Шаха Алі, зведеного брата султана Хуссейн Нізам-шах I. У битві при Шолапурі Дар'я Імад-шах керував правим крилом. Під час битви внаслідок паніки союзники зазнали поразки. Берарський султан зміг повернутися до себе, відмовившись від активної зовнішньої політики.
В подальшому зберіг мирні відносини з сусідніми султанатами, зосередивши зусилля на розбудові економіки та культури султанату. 1558 року надав допомогу ахмеднагарському султану Хуссейн Нізам-шаху I у протистоянні з Рамараєю Аравіду, фактичним правителем Віджаянагарської імперії, але союзники в битві на річці Годаварі зазнали тяжкої поразки.
Помер Дар'я Імад-шах 1561 року. Йому спадкував син Бурхан Імад-шах.